# Nitroniumjon

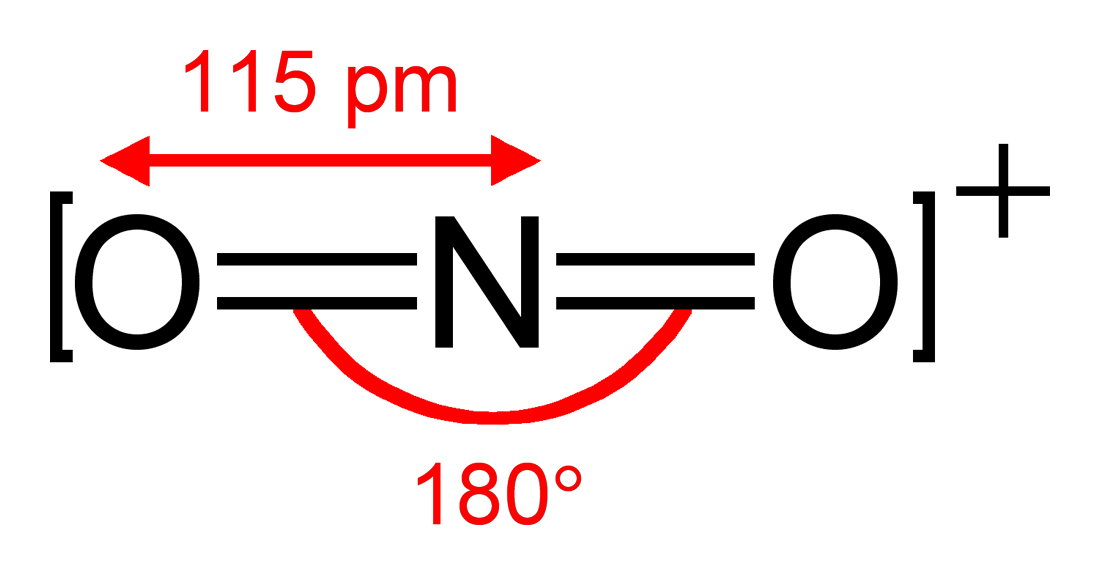
Nitroniumjonens bindningsavstånd och bindningsvinkel.

Nitroniumjonen upptäcktes genom Ramanspektroskopi.
Nitroniumjonen eller nitrylkatjon, NO2+, är inom kemin en i normala omständigheter ganska instabil jon som används vid nitreringar. På grund av dess instabilitet framställs det in situ genom att blanda koncentrerad svavelsyra med koncentrerad salpetersyra enligt reaktionen:
{\displaystyle {\rm {H_{2}SO_{4}+HNO_{3}\rightarrow HSO_{4}^{-}+NO_{2}^{+}+H_{2}O}}}
Vattnet som frigörs protoneras omgående så jämvikten är starkt förskjuten åt höger. Vid närvaro av mer vatten minskar koncentrationen av nitroniumjoner och blandningens nitreringsförmåga minskar.
Nitroniumjonen NO2+ skall inte förväxlas med nitritjonen NO2−.